# مهرجان كان السينمائي 1999
مهرجان كان السينمائي لعام 1999 هو الدورة الـ52 للمهرجان عقد في 12 إلى 23 مايو من عام 1999، وحصل فيلم «روزيتا» للمخرجين البلجكيين لوك وجون بيير دارين على السعفة الذهبية.